# Joy Meachum
Joy Meachum è un personaggio immaginario che è apparso per la prima volta in Marvel Premiere # 18 ed è stato creato da Doug Moench e Larry Hama. Il personaggio è rappresentato nei fumetti come la figlia di Harold Meachum e la sorella di Ward Meachum

## Biografia del personaggio
Un boss criminale noto come Boss Morgan prende in ostaggio Joy perché Rand Meachum stava rovinando la sua attività.
Iron Fist si salva, ma un ultimo disperato tentativo di vendetta chiede quando Morgan è stato rifiutato, ma si è trovato in grado di porre fine alla sua faida con lui. Da allora Joy ha aiutato Iron Fist e i suoi alleati nelle loro numerose avventure.

## Altri Media

### Televisione
Joey Meachum è una protagonista di Iron Fist (serie televisiva) interpretata da Jessica Stroup e doppiata da Francesca Manicone dove è sorella di Ward e figlia di Harold. Inizialmente aiuterà Danny a tornare nell'azienda di famiglia, ma nella seconda stagione tenterà di vendicarsi di Danny, aiutando Davos, Serpente d'acciaio, a sottrargli il potere dell'Iron Fist. Solo in seguito alla pazzia mostrata dal Serpente d'acciaio, si ravvedrà aiutando Danny a sconfiggere Davos.